# Blanche Ire (reine de Navarre)
Pour les articles homonymes, voir Blanche de Navarre.
Blanche Ire de Navarre, née le 6 juillet 1387 et morte le 1er avril 1441 à Santa María la Real de Nieva, Castille, est reine de Navarre de 1425 à 1441.

## Biographie
Parfois appelée Blanche d'Évreux, elle est la fille cadette de Charles III, roi de Navarre et de l'infante Éléonore de Castille.
En 1402, elle épouse, Martin Ier « le Jeune » (1374-1409), roi de Sicile, fils et héritier de Martin Ier « l'Humain » roi d'Aragon (1396-1410). Par ce mariage, Blanche fut reine de Sicile. À la mort de Martin le Jeune en 1409, elle est nommée gouverneur du royaume de Sicile par le nouveau roi, son beau-père. À la mort de celui-ci en 1410, elle devient régente du royaume durant l'interrègne aragonais qui suit le décès. Elle doit affronter l'opposition de l'amiral et grand justicier Bernat de Cabrera.
En 1413, devenue héritière du royaume de Navarre à la mort de sa sœur aînée Jeanne, elle quitte la Sicile pour retourner auprès de son père.
Son beau-frère veuf Jean Ier de Foix est un temps prétendant pour l'épouser mais sa candidature est finalement écartée. En 1420, Blanche de Navarre épousa finalement en secondes noces l'infant Jean d'Aragon (1398-1479) et donna naissance à un héritier dès 1421. Jean était le second fils du roi d'Aragon nouvellement élu Ferdinand Ier (1380-1416) et de l'infante Éléonore de Castille (1374-1435).
À la mort de Charles III en 1425, Blanche et Jean deviennent souverains de Navarre. Blanche gouverne effectivement le royaume, tandis que Jean en est régulièrement absent car continuellement impliqué dans des conflits féodaux personnels en Castille ou secondant son frère aîné Alphonse V d'Aragon dans les guerres de Naples. Ces absences retardent même le couronnement des souverains jusqu'en 1429. Les agissements de son mari en Castille entraînent en réaction une campagne militaire du roi Jean II de Castille contre la Navarre même (guerre de 1429-1430 (es)).
Blanche obtient, après hommage rendu à Jean, duc de Bedford le 22 avril 1428, la restitution du duché de Nemours, saisi depuis 1425 par Henri VI, roi de France et d'Angleterre. En 1437, les troupes de Charles VII chassent les Anglais de la région, mais Blanche obtient toutefois la jouissance du duché par lettres du 9 février 1438.
En 1440, laissant son fils Charles comme lieutenant-général en Navarre, elle se rend en personne à la cour de Castille, où se trouve alors son mari rentré en grâce auprès du roi Jean II, à l'occasion du mariage de sa fille avec le prince des Asturies. La cérémonie a lieu le 16 octobre 1440 en la cathédrale de Valladolid. Blanche meurt de maladie pendant ce séjour en Castille à Santa María la Real de Nieva le 3 avril 1441.
En 1441, après la mort de Blanche, Jean II usurpa le trône de Navarre jusqu'à sa mort, au détriment successif de leurs trois enfants communs.
Le règne de Blanche de Navarre est donc une période de paix suivie d'une longue période de crises (guerre civile de Navarre).

## Mariages et descendance
Elle est mariée par contrat à Catane le 21 mai 1402, puis en personne le 26 décembre 1402 à Cagliari avec Martin de Sicile. De ce mariage nait un fils unique, mort jeune:
- Martin de Sicile (1406-1407)

En secondes noces, elle épouse, par contrat le 6 novembre 1419 à Olite et en personne le 10 juin 1420 à Pampelune, l'infant Jean d'Aragon (1398-1479), avec qui elle a trois enfants:
- Charles de Navarre, prince de Viane (1421-1461) , marié en 1439 avec Agnès de Clèves, nièce du duc de Bourgogne Philippe le Bon, évincé de la succession par son père en 1441.
- Blanche (II) (1424-1464) , mariée en 1440 à Henri de Castille, prince des Asturies, répudiée en 1453, et évincée de la succession de Navarre par son père en 1461.
- Éléonore (1426-1479), mariée, encore mineure, en 1436 avec Gaston IV de Foix (fils de l'ancien prétendant Jean Ier de Foix). Elle sera reconnue héritière de Navarre par son père en 1461 et accèdera au trône brièvement en 1479.